# William Henry Berwald

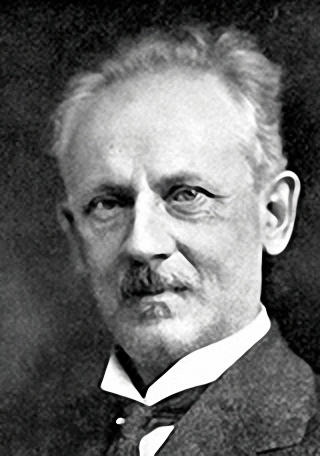
William Henry Berwald

William Henry Berwald, geborener Wilhelm Heinrich Berwald (* 26. Dezember 1864 in Schwerin; † 8. Mai 1948 in Loma Linda, Kalifornien) war ein deutsch-amerikanischer Musikpädagoge, Dirigent und Komponist.

## Leben
Wilhelm Berwald wurde im mecklenburgischen Schwerin als Sohn des gleichnamigen Hofspiegellieferanten und Kommerzienrats Wilhelm Berwald geboren. Der Bildhauer Hugo Berwald war sein Bruder. Er studierte vier Jahre an der Königlichen Akademie der Tonkunst in München und war dort ein Schüler Josef Rheinbergers. Nach weiteren Studien 1887/88 in Stuttgart wurde er Dirigent des Konzertvereins im kurländischen Libau, bevor er in die USA auswanderte und sein Name in William Henry Berwald anglisiert wurde. Von 1892 bis 1927 war er Lehrer für Musiktheorie, Komposition und Klavierspiel an der Universität Syracuse im Bundesstaat New York. Von 1921 bis 1924 war Berwald Dirigent des Syracuse Symphony Orchestra.
Er war ab 1897 mit der Sopranistin Anna Eugenia Baker (1876–1931) verheiratet.
Sein Nachlass befindet sich im Archiv der Universität Syracuse.

## Werke
- 1936 Musikdrama Utopia
- Konzertouvertüren, Violinsonaten, Streichquartette
- geistliche Lieder und Chorwerke
  - 1907 The Crucifixion and Resurrection
  - 1912 Christ, the Lord, is Risen Today
  - 1916 Come Hither, Ye Faithful
  - 1928 Fair California
  - 1929 A Cycle of Flowers
  - 1931 Fair Saratoga Glorious
  - 1934 Far, Far Away
  - 1935 Stars with Little Golden Sandals